# Mireval
Mireval (okzitanisch Miravau) ist eine französische Gemeinde mit 3301 Einwohnern (Stand: 1. Januar 2022) im Département Hérault in der Region Okzitanien in Südfrankreich. Mireval gehört zum Arrondissement Montpellier und zum Kanton Frontignan. Die Einwohner werden  Mirevalais und Mirevalaises genannt.

## Geographie
Mireval liegt am Étang de Thau, einem Lagunensee am Mittelmeer. Umgeben wird Mireval von den Nachbargemeinden Fabrègues im Norden und Westen, Villeneuve-lès-Maguelone im Osten sowie Vic-la-Gardiole im Süden. Der Bahnhof liegt an der Bahnstrecke Tarascon–Sète-Ville. 
Auf den Weinbergen des Vin de pays des Collines de la Moure werden die Trauben für den Muscat de Mireval produziert.

## Bevölkerung
| Jahr      | 1962 | 1968 | 1975 | 1982  | 1990  | 1999  | 2006  | 2017  |
| --------- | ---- | ---- | ---- | ----- | ----- | ----- | ----- | ----- |
| Einwohner | 739  | 781  | 839  | 1.105 | 2.355 | 3.049 | 3.138 | 3.283 |

## Sehenswürdigkeiten

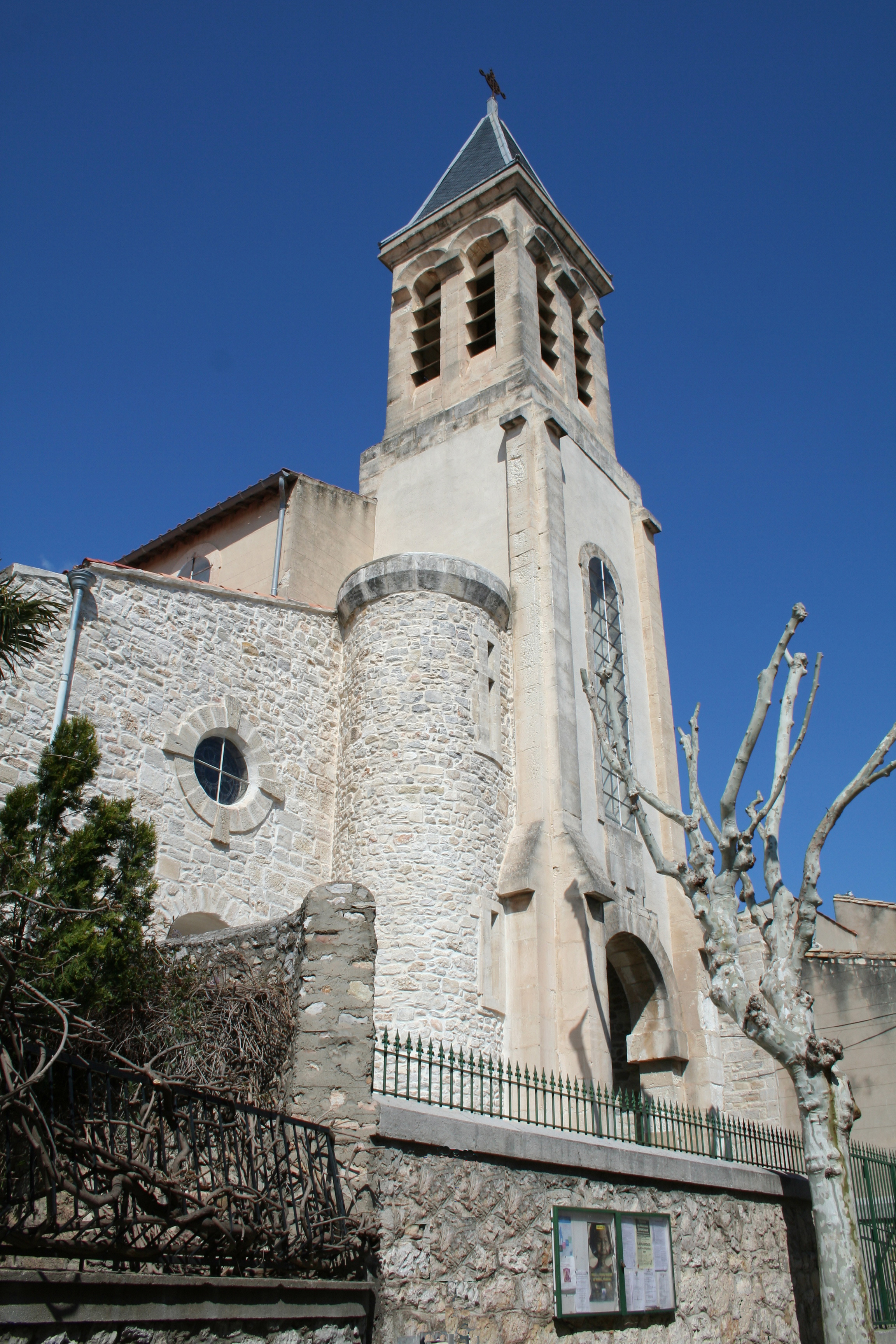
Kirche Sainte-Eulalie

- Kirche Sainte-Eulalie aus dem Jahre 1900, Interieur aus dem 17. und 18. Jahrhundert
- Tormauer aus dem 12. Jahrhundert
- Rennstrecke von Mireval, 1973 erbaut, 1984 vom Reifenhersteller Goodyear als Versuchsstrecke gekauft